# Dödsattest
En dödsattest utfärdas av läkare när någon avlidit. Den utvisar dödsorsaken och är ett juridiskt dokument.

## Sverige
I samband med att Tabellverket instiftades 1749 blev det ett nationellt krav på att befolkningsstatistik skulle samlas in, och däribland även dödsorsak. Från 1831 begränsades kravet till dödsfall orsakade av brott, epidemier, olycksfall och självmord. Från 1860 var det tvingande för tjänsteläkare att utfärda en dödsattest i städer och orter där en sådan fanns och från 1911 var det åter obligatoriskt att rapportera alla dödsfall i Sverige. I Sverige angavs dödsorsaken och intygades dödsfallet i ett dödsbevis. I samband med att folkbokföringen helt överfördes till Skatteverket år 1991 delades rapporteringen upp i ett dödsbevis, som bara utvisar tid och ort för dödsfallet, och ett dödsorsaksintyg. Båda upprättas av läkare och dödsbeviset inges till Skatteverket medan dödsorsaksintyget insändes till Socialstyrelsen. Dödsbeviset ska skickas till det lokala skattekontoret senast första vardagen efter dödsfallet och dödsorsaksintyget ska skickas inom tre veckor.